# Colegio Militar de la Nación

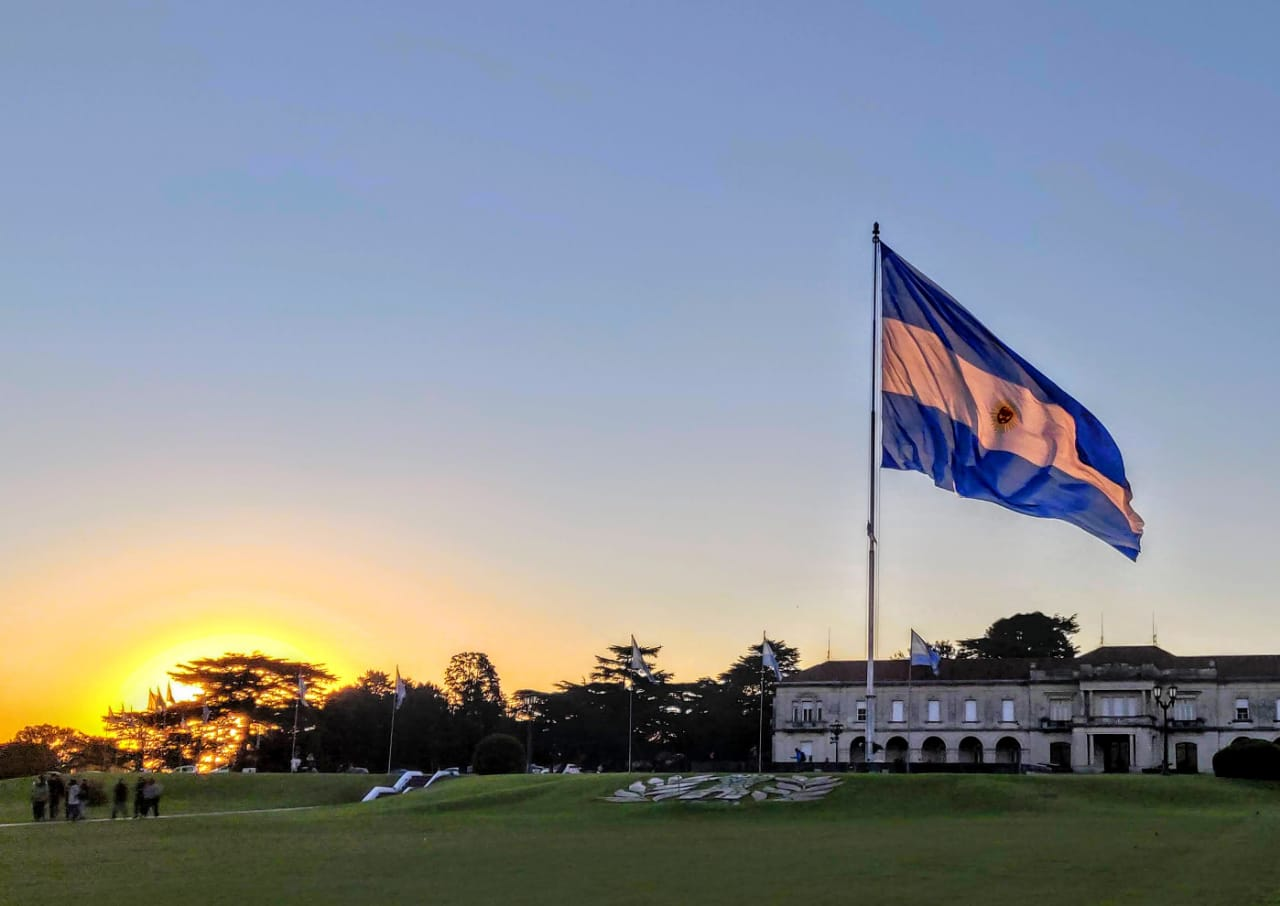
Mástil central y dirección del Colegio Militar de la Nación.

El Colegio Militar de la Nación (CMN) es una institución educativa militar dependiente del Ejército Argentino que tiene como misión educar a los futuros oficiales del Cuerpo Comando y del Cuerpo Profesional, capacitándolos para ejercer el mando de la fracción básica de su arma, especialidad o servicio. Se encuentra en parte de El Palomar y Ciudad Jardín, provincia de Buenos Aires.
Además, como unidad académica integrante de la Facultad del Ejército de la Universidad de la Defensa Nacional, proporcionará los conocimientos de especialidades militares, carreras de grado y de pregrado establecidos por dicha universidad.

## Historia

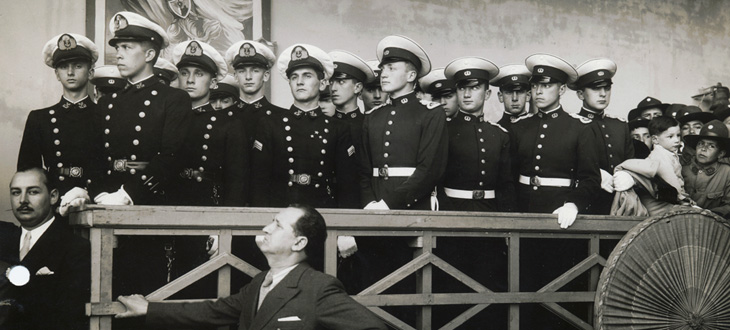
Un grupo de cadetes del Colegio Militar durante una ceremonia, circa 1930s.

Surgió por ley del Congreso del 11 de octubre de 1869, a iniciativa del presidente Domingo Faustino Sarmiento, aprobando la creación de la Escuela Militar, denominación modificada en 1870, denominándose en lo sucesivo "Colegio Militar". El 22 de junio de 1870 se designó el primer director del instituto, coronel de origen húngaro Juan Czetz. Así, el 19 de julio de 1870 comenzaron los primeros cursos.
Fue instalado en el viejo caserón de Palermo que perteneciera al brigadier Juan Manuel de Rosas. El 1 de septiembre de 1892 se decidió su traslado a la Escuela de Artes y Oficios en San Martín. Es en este último predio donde posteriormente, en 1938, se crea el Liceo Militar General San Martín. Finalmente en 1937, el Colegio Militar de la Nación ocupa la actual sede de El Palomar.
El 27 de septiembre de 1904 fue denominado Escuela Militar y de Aplicación de Artillería e Ingenieros, formada por el ex Colegio Militar para formación de oficiales, y la Escuela de Aplicación de Artillería e Ingenieros para perfeccionamiento técnico. El 19 de abril del año siguiente volvió el Colegio Militar, refundiendo ambas escuelas.
Cuando estalló la Revolución de 1930, el director del Colegio Militar, coronel Francisco Reynolds, pronunciado por el movimiento, recibió al general de división José Félix Uriburu y comenzó preparativos. Así, el jefe revolucionario inició la marcha motorizada hacia la Casa de Gobierno, con cadetes del Colegio Militar. En la Plaza de los Dos Congresos murieron en un tiroteo los cadetes de III año Larguía y Güemes Torino del Escuadrón de Caballería. En la columna marcharon cadetes y oficiales que con posteridad fueron protagonistas de acontecimientos políticos de la Argentina.
El 23 de diciembre de 1937 fueron inauguradas las modernas instalaciones, construidas en El Palomar, cerca del campo de batalla de Caseros, cumpliendo un objetivo del Ejército de disponer de adecuadas instalaciones. El viejo edificio de San Martín fue ocupado por el Liceo Militar "General San Martín", creado en 1938.
En 1951 el golpe militar comandado por el general de división Benjamín Menéndez con elementos de la Escuela de Caballería. El intento fracasó en sumar al Colegio Militar, instituto que permaneció leal y que de hecho reprimió los rebeldes de la base aérea de El Palomar. El general Menéndez se rindió en el Colegio Militar.
Durante la dictadura autodenominado «Proceso de Reorganización Nacional», el Colegio Militar de la Nación estuvo a cargo del Área 480/490, con jurisdicción en el partido de Tres de Febrero.
En el año 1994 el CMN se convirtió en instituto universitario. El oficial obtiene un título de grado reconocido por el Ministerio de Educación. Los cadetes de las armas y especialidades obtienen la Licenciatura en Conducción y Gestión Operativa. Mientras que los oficiales de enfermería obtienen la Licenciatura en Enfermería con orientación en emergentología y trauma.
Creada la Universidad de la Defensa Nacional (UNDEF) en 2014, el Colegio Militar es parte de la Facultad del Ejército, creada con los institutos del Instituto de Enseñanza Superior del Ejército.

## Formación
Es fuente de formación de los oficiales del cuerpo de comando: Infantería, Caballería, Artillería, Ingenieros y Comunicaciones y de las especialidades de Arsenales e Intendencia y servicio de Sanidad.
El cadete tiene opciones de estudio entre las que se encuentran las carreras de licenciatura en Conducción y Gestión Operativa y Licenciatura en Enfermería. Pero el principal título con el cual se egresa es el de subteniente del Ejército Argentino.
Cuenta con una media de 1200 cadetes. Los cadetes cuentan con variadas instalaciones para su capacitación, como aulas de computación, aulas de cartografía, laboratorios de idiomas y química/física, una biblioteca con más de 20.000 volúmenes, pista de atletismo, natatorio cubierto, polígono de tiro y otros servicios.
El Cuerpo de Cadetes se integra por el Batallón de Infantería (1.ª y 2.ª Compañías de Infantería), la Agrupación Montada (Escuadrón de Caballería, Batería de Artillería, Compañía de Ingenieros y Compañía de Comunicaciones), la Agrupación Especialidades (Compañía de Arsenales y Compañía de Intendencia) la Agrupación Básica (Compañías de 1.er Año A, B y C) y la Agrupación Cursos y Servicios (Compañía Cuerpo Profesional).